# Rosa 'Ingrid Bergman'
Ingrid Bergman® Poulman es un cultivar de rosa que fue conseguido en Dinamarca en 1984 por el  rosalista danés Poulsen.
'Poulman' es la denominación varietal de Ingrid Bergman.

## Descripción
Ingrid Bergman® Poulman es una rosa moderna cultivar del grupo Híbrido de té.
El cultivar procede del cruce de parentales 'Precious Platinum' x planta de semillero.
Las formas arbustivas del cultivar tienen porte erguido y alcanza más de 60 a 100 cm de alto con 60 a 65 cm de ancho. Las hojas son de color verde oscuro y semibrillante.
Sus delicadas flores de color rojo oscuro. Fragancia moderada a ninguna. Rosa de diámetro grande de 4.75" 30 a 35 pétalos. La flor grande, plena de 26 a 40 pétalos. En pequeños grupos, capullos altos centrados, floración muy centrada. 
Florece en oleadas a lo largo de la temporada. Primavera o verano son las épocas de máxima floración, si se le hacen podas más tarde tiene después floraciones dispersas.

## Origen
El cultivar fue desarrollado en Dinamarca por el prolífico rosalista danés Poulsen, en 1984. Ingrid Bergman® Poulman es una rosa híbrida diploide con ascendentes parentales 'Precious Platinum' x planta de semillero.
La rosa Ingrid Bergman® Poulman fue introducida en Estados Unidos con la patente "United States - Patent No: PP 6,264  on  30 Aug 1988/Application No: 907373  on  15 Sep 1986".

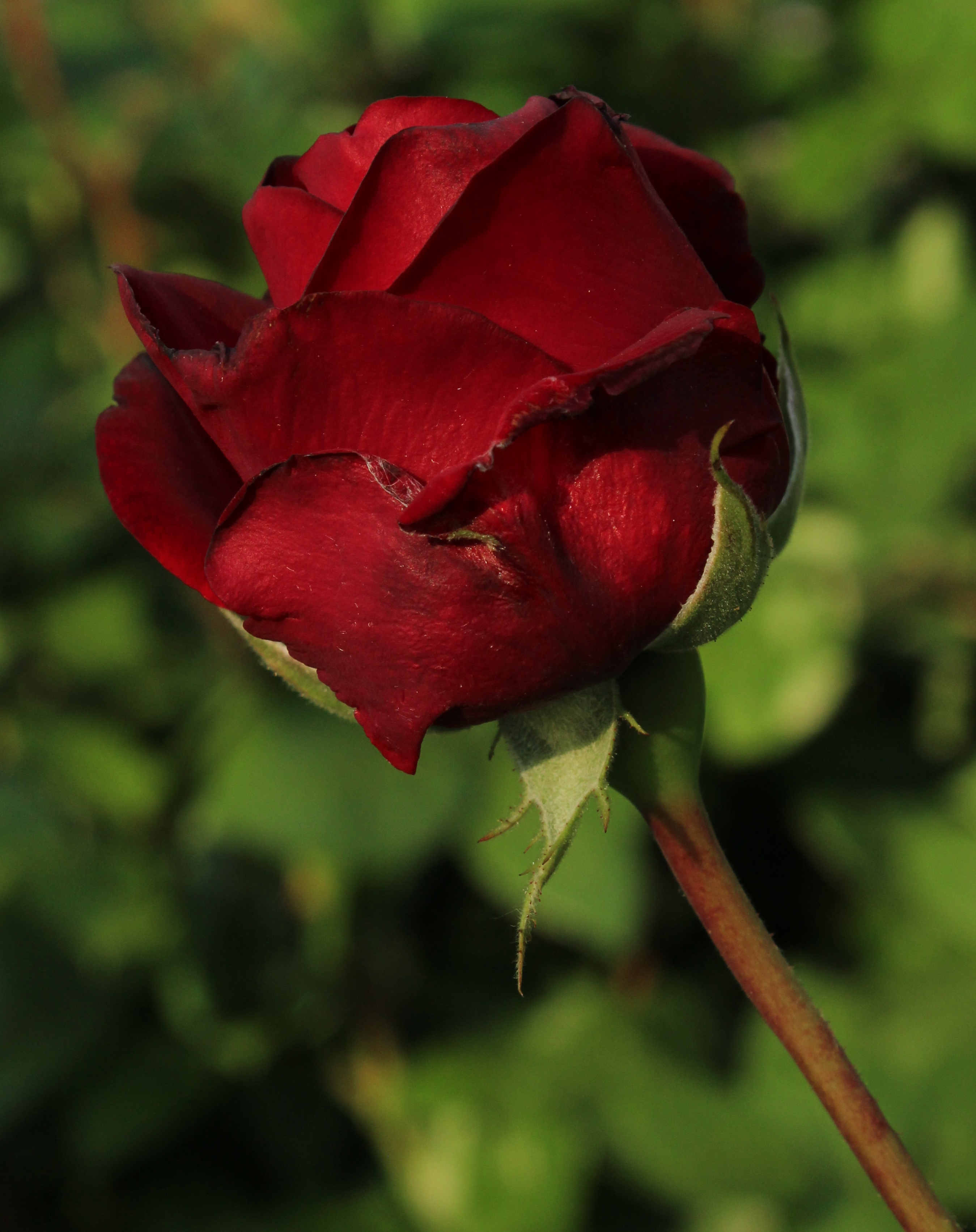
Capullo de la rosa Ingrid Bergman® Poulman
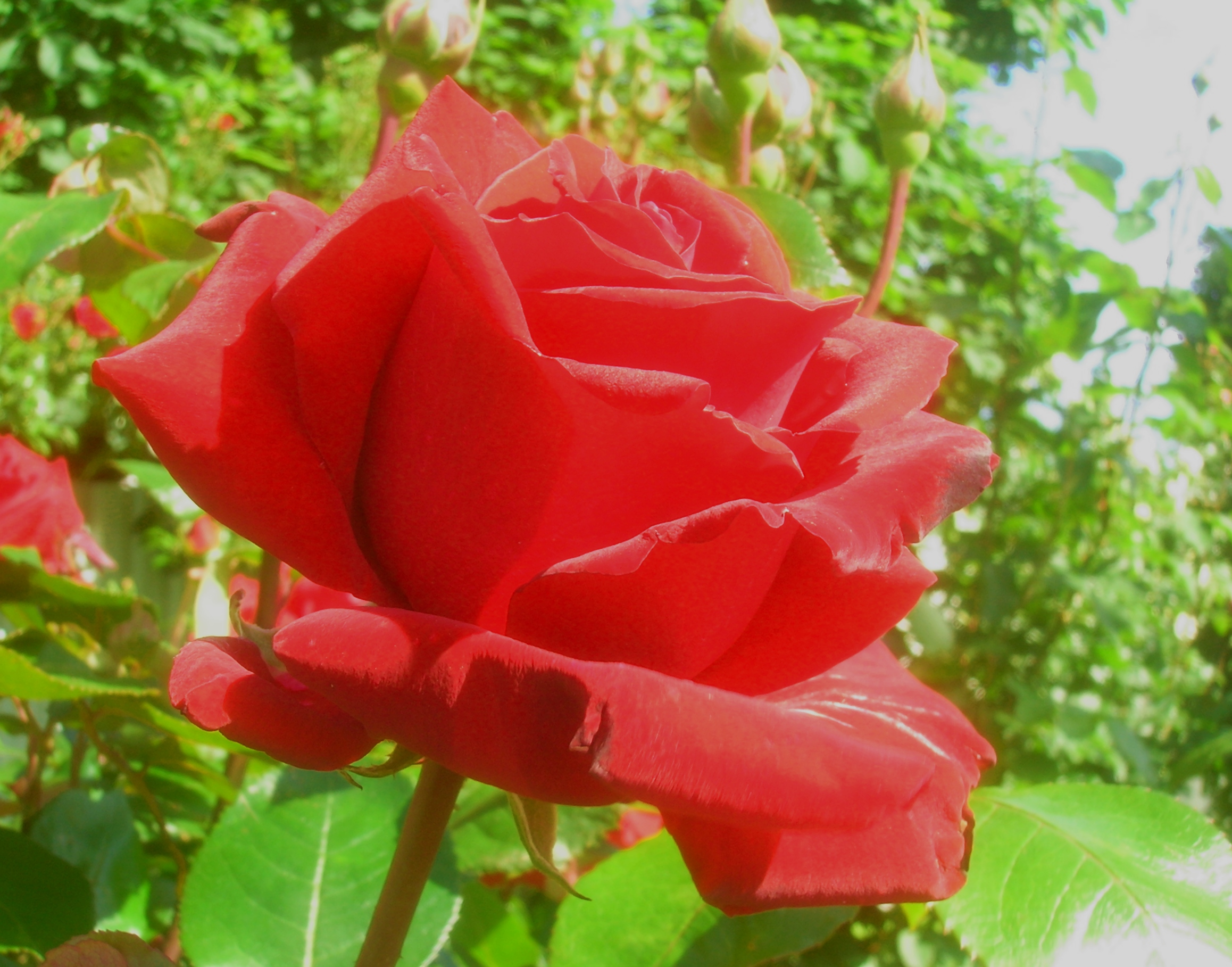
Ingrid Bergman® Poulman
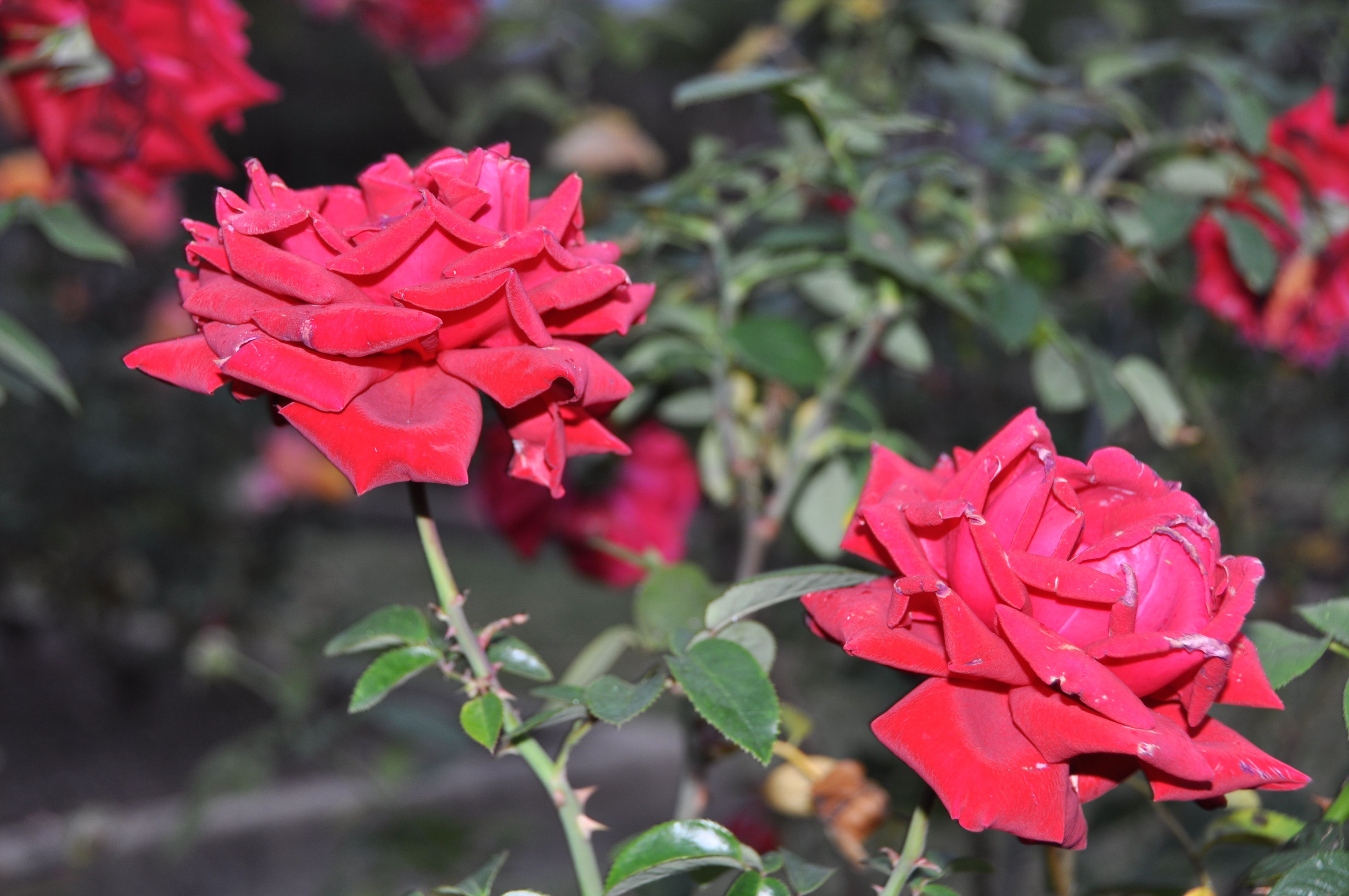
Ingrid Bergman® Poulman
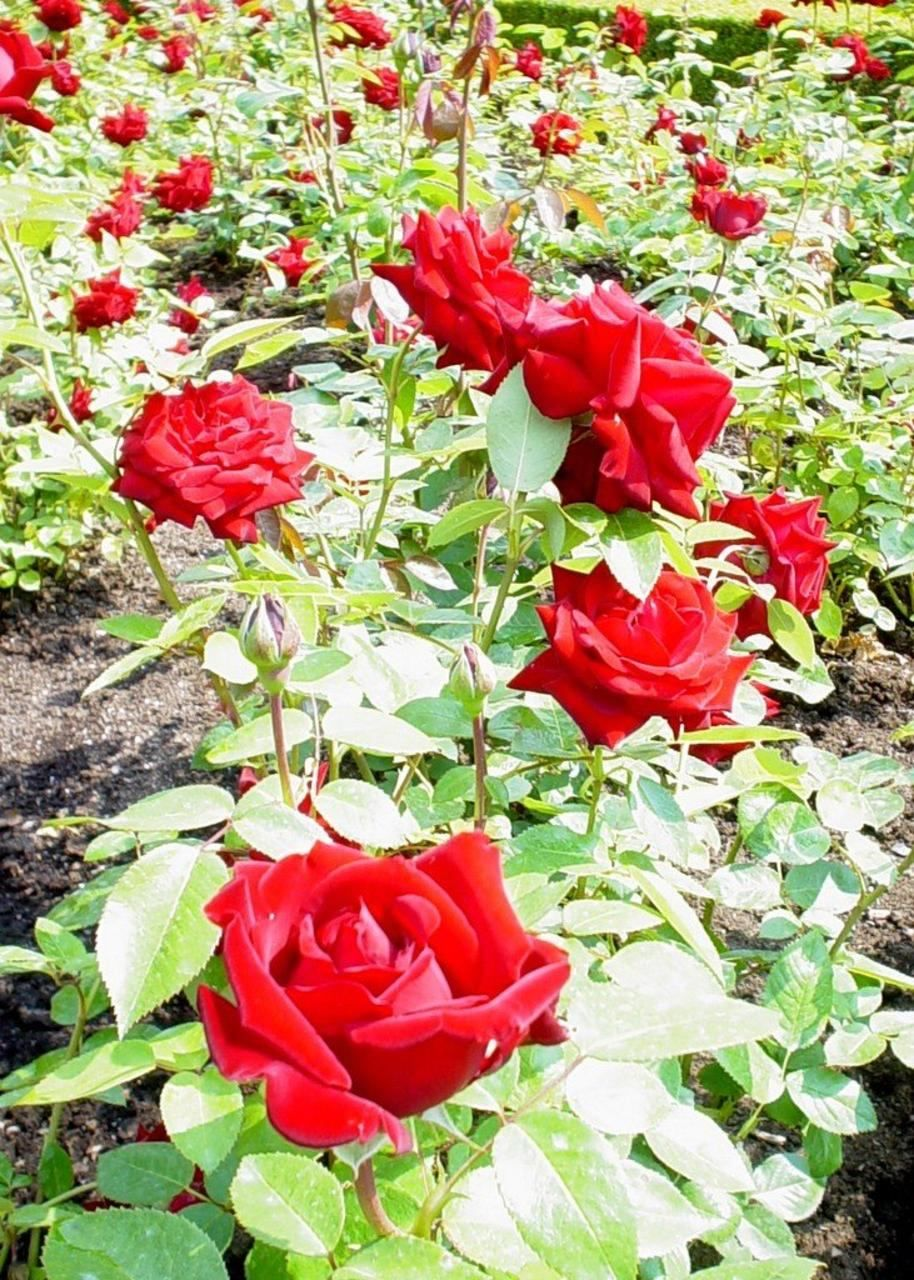
Ingrid Bergman® Poulman

## Premios y galardones
- RNRS Trial Ground Certificate 1983.
- Geneva Silver Medal 1984.
- Rome Silver Medal 1984.
- Belfast Gold Medal 1985.
- Copenhagen Gold Medal 1986.
- Madrid Gold Medal 1986.
- The Hague Gold Medal 1987.
- New Zealand Certificate of Merit 1987.
- The World's Favourite Rose 2000.

## Cultivo
Aunque las plantas están generalmente libres de enfermedades, es posible que sufran de punto negro en climas más húmedos o en situaciones donde la circulación de aire es limitada. Resistente al calor y a la lluvia.
Las plantas toleran media sombra, a pesar de que se desarrollan mejor a pleno sol. En América del Norte son capaces de ser cultivadas en USDA Hardiness Zones 4b a más cálido. La resistencia y la popularidad de la variedad han visto generalizado su uso en cultivos en todo el mundo.
Puede ser utilizado para las flores cortadas, o trepador columnas. Vigorosa. En la poda de Primavera es conveniente retirar las cañas viejas y madera muerta o enferma y recortar cañas que se cruzan. En climas más cálidos, recortar las cañas que quedan en alrededor de un tercio. En las zonas más frías, probablemente hay que podar un poco más que eso. Requiere protección contra la congelación de las heladas invernales.

## Obtencionesyvariedadesderivadas
Debido a las características deseables de la rosa 'Ingrid Bergmann', se ha utilizado como ascendente parental en cruces con otras variedades para conseguir híbridos obtentores de nuevas rosas, así:

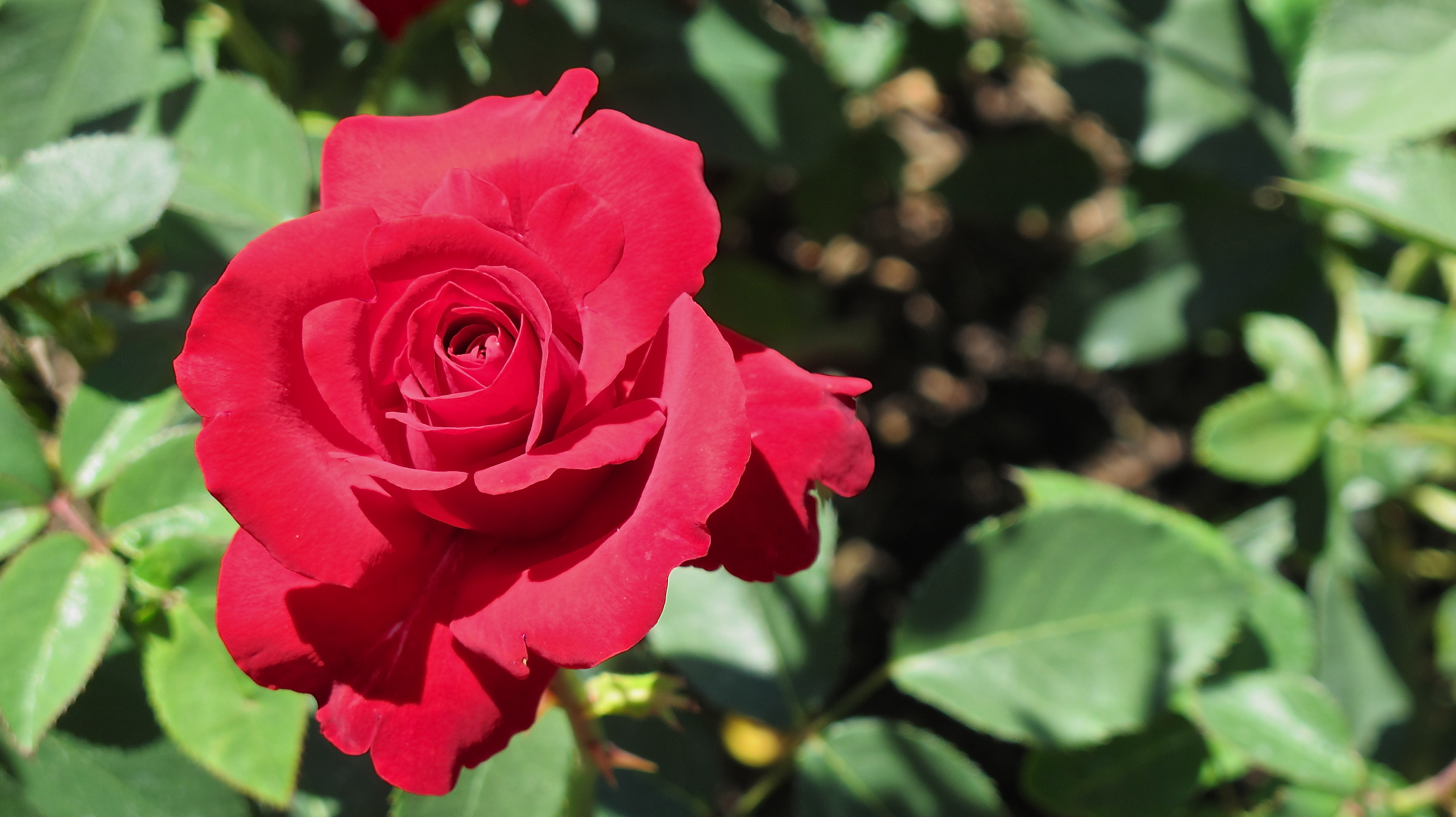
'Opening Night', Dr. Keith W. Zary 1998. Rosa híbrido de cruce con ascendentes parentales de 'Olympiad' x Ingrid Bergmann.